# Municipio de Taylor (condado de Shelby)
El municipio de Taylor (en inglés: Taylor Township) es un municipio ubicado en el condado de Shelby en el estado estadounidense de Misuri. En el año 2010 tenía una población de 230 habitantes y una densidad poblacional de 1,67 personas por km².

## Geografía
El municipio de Taylor se encuentra ubicado en las coordenadas 39°54′14″N 92°12′21″O / 39.90389, -92.20583. Según la Oficina del Censo de los Estados Unidos, el municipio tiene una superficie total de 137.73 km², de la cual 137,48 km² corresponden a tierra firme y (0,18 %) 0,25 km² es agua.

## Demografía
Según el censo de 2010, había 230 personas residiendo en el municipio de Taylor. La densidad de población era de 1,67 hab./km². De los 230 habitantes, el municipio de Taylor estaba compuesto por el 97,39 % blancos y el 2,61 % eran de una mezcla de razas. Del total de la población el 0 % eran hispanos o latinos de cualquier raza.